# 허이두뵈쇠르메니

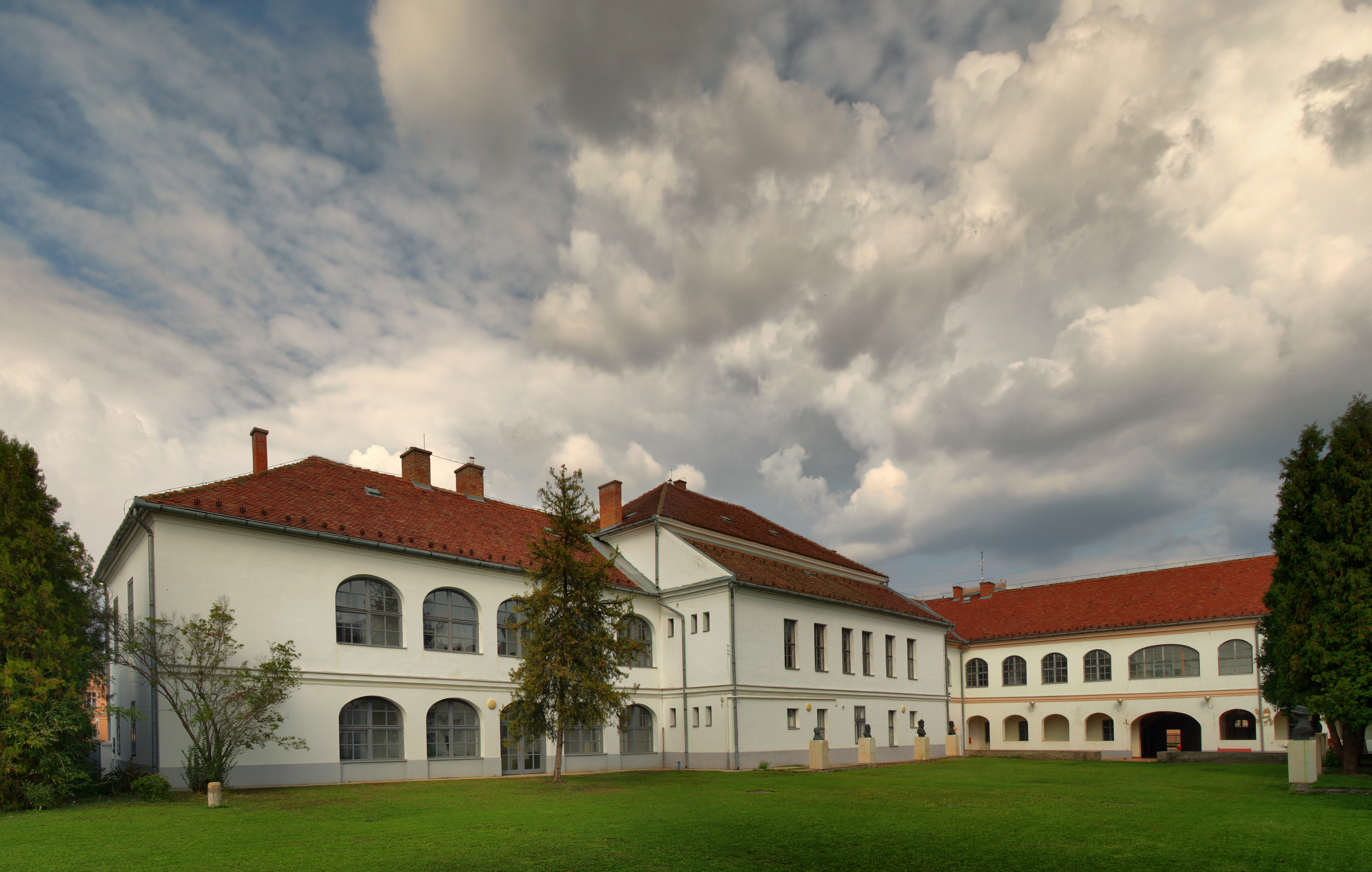
허이두뵈쇠르메니

허이두뵈쇠르메니(헝가리어: Hajdúböszörmény)는 헝가리 허이두비허르 주에 위치한 도시로 면적은 370.74km2, 인구는 32,228명(2001년 기준), 인구 밀도는 89명/km2이다.

시 문장